# Sara Johansson (håndboldspiller)
Sara Johansson (født d. 2. oktober 1992 i Lindesberg) er en svensk håndboldspiller som spiller for svenske Skara HF og Sveriges kvindehåndboldlandshold.
Johansson skrev i februar 2017 under med den danske ligaklub Randers HK, hvor hun spillede i blot en enkelt sæson.
Hun blev i marts 2018 for første gang udtaget til det svenske A-landshold i en venskabskamp mod Ukraine. I oktober 2022 blev hun udtaget som en af del af landstræner Tomas Axnérs 21-spillertrup til EM i håndbold 2022 i Slovenien. Johansson var desuden også med til at vinde guld ved U/18-VM i håndbold 2010 i den Dominikanske Republik.